# Fljura Bulatova
Fljura Askarovna Bulatova Abbate (in russo Флюра Аскаровна Булатова Аббате?; Oqtosh, 7 settembre 1963) è un'ex tennistavolista sovietica naturalizzata italiana.

## Biografia
Nata nel 1963 a Oqtosh, nell'Unione Sovietica (attuale Uzbekistan), a 15 anni, nel 1978, è stata campionessa europea cadetti a squadre, e nel 1979, 1980 e 1981 ha vinto 5 medaglie agli Europei juniores, 3 ori a squadre, uno nel singolo nel 1981 e un argento nel doppio nel 1980.
Ha ottenuto il suo primo successo da senior nel 1980, con un oro a squadre agli Europei di Berna.
In seguito ha vinto altre 9 medaglie continentali: tre nel singolo (un oro a Parigi 1988 e due argenti a Mosca 1984 e Praga 1986), tre nel doppio (due ori a Budapest 1982 e Praga 1986 e un argento a Parigi 1988) e tre a squadre (due ori a Mosca 1984 e Parigi 1988 e un argento a Praga 1986).
Agli Europe Top-12, riservati ai tennistavolisti con il miglior ranking in Europa ha ottenuto due ori, nel 1986 e 1988, un argento nel 1983 e un bronzo nel 1987.
Nel 1984, inoltre, ha vinto un bronzo nel doppio ai Giochi dell'Amicizia, a Pyongyang, competizione tenuta in 9 degli stati del Blocco orientale che avevano boicottato i giochi di Los Angeles 1984.
Ai Mondiali, ai quali ha preso parte per 4 edizioni, non è mai andata oltre gli ottavi di finale.
Sul finire della carriera sovietica, a 25 anni, ha partecipato ai Giochi olimpici di Seul 1988, sia nel singolo che nel doppio. Nella prima gara ha superato la fase a gruppi da 1ª e gli ottavi di finale, per poi fermarsi ai quarti, sconfitta 3-0 (21-4, 21-11, 21-2) dalla cinese Chen Jing, poi oro. Nella seconda invece, in coppia con Elena Kovtun, ha superato la fase a gruppi da 2ª, fermandosi ai quarti di finale contro le giapponesi Hoshino-Ishida, vittoriose per 2-0 (21-18, 21-11).
Nel 1992 è passata a rappresentare l'Italia, dopo un matrimonio per procura con un impiegato del comune di Ragusa.
L'anno successivo ha vinto due ori ai Giochi del Mediterraneo di Linguadoca-Rossiglione 1993, nel singolo e nel doppio con Alessia Arisi.
A 32 anni ha preso parte alle sue seconde Olimpiadi, le prime coi colori azzurri, quelle di Atlanta 1996, nel singolo, uscendo nella fase a gruppi a causa della sconfitta con l'ungherese Csilla Bátorfi, nonostante due vittorie con le altre avversarie.
Nel 1997 ha ottenuto altre due medaglie ai Giochi del Mediterraneo di Bari: un oro nel singolo e un argento nel doppio con Alessia Arisi, dopo la sconfitta nella finale con le croate Eldijana Aganović e Tamara Boroš.
È stata anche 2 volte campionessa nazionale sovietica, nel 1985 e 1987, e 3 italiana, nel 1994, 1996 e 1997.
Nel 2015 è stata inserita nell'Hall of Fame dell'Unione Europea Tennis Tavolo.

## Palmarès

### Per l'Unione Sovietica

#### Campionati europei
- 10 medaglie:
  - 6 ori (Squadre a Berna 1980, doppio a Budapest 1982, squadre a Mosca 1984, doppio a Praga 1986, singolo a Parigi 1988, squadre a Parigi 1988)
  - 4 argenti (Singolo a Mosca 1984, singolo a Praga 1986, squadre a Praga 1986, doppio a Parigi 1988)

#### Europe Top-12
- 4 medaglie:
  - 2 ori (Singolo a Södertälje 1986, singolo a Lubiana 1988)
  - 1 argento (Singolo a Cleveland 1983)
  - 1 bronzo (Singolo a Basilea 1987)

#### Giochi dell'Amicizia
- 1 medaglia:
  - 1 bronzo (Doppio a Pyongyang 1984)

### Per l'Italia

#### Giochi del Mediterraneo
- 4 medaglie:
  - 3 ori (Singolo a Linguadoca-Rossiglione 1993, doppio a Linguadoca-Rossiglione 1993, singolo a Bari 1997)
  - 1 argento (Doppio a Bari 1997)